# Stazione di Higashi-Okayama
La stazione di Higashi-Okayama (東岡山駅?, Higashi-Okayama-eki) è una stazione ferroviaria situata nel quartiere di Naka-ku, a Okayama, nella prefettura omonima in Giappone. Si trova sulla linea principale Sanyō, ed è il capolinea ferroviario della linea Akō, i cui treni proseguono/provengono dalla stazione di Okayama.

## Linee e servizi
JR West
■ Linea principale Sanyō
■ Linea Akō

## Caratteristiche
La stazione è dotata di un marciapiede a isola centrale e due laterali con 4 binari in superficie. La stazione supporta la bigliettazione elettronica ICOCA ed è dotata di tornelli automatici di accesso ai binari.
| 1 | ■ Linea Akō              |  | per Okayama, Kurashiki, Fukuyama e Niimi |
| 2 | ■ Linea principale Sanyō |  | per Okayama, Fukuyama, Niimi e Mihara    |
| 3 | ■ Linea Akō              |  | per Saidaiji, Banshū-Akō e Himeji        |
| 4 | ■ Linea principale Sanyō |  | per Aioi, Himeji, Kōbe e Osaka           |

## Stazioni adiacenti
| «                      | Servizio               | »                      |
| Linea principale Sanyō | Linea principale Sanyō | Linea principale Sanyō |
| ---------------------- | ---------------------- | ---------------------- |
| Jōtō                   | -                      | Takashima              |
| Linea Akō              |                        |                        |
| Ōtara                  | -                      | Takashima              |